# NGC 5166
NGC 5166 (другие обозначения — NGC 5166A, UGC 8463, MCG 5-32-26, ZWG 161.62, IRAS13259+3217, PGC 47234) — спиральная галактика (Sb) в созвездии Гончих Псов. Открыта Джоном Гершелем в 1827 году.
Галактика наблюдается с ребра и удалена на расстояние в 62 мегапарсека. В ней наблюдается выраженная асимметричная полоса пыли. NGC 5166 довольно массивна: её звёздная масса составляет 6,6⋅1010 M⊙, и в ней сравнительно высокий темп звездообразования — 0,93 M⊙/год. Средний возраст звёздного населения в диске составляет 4 миллиарда лет, в балдже — 11 миллиардов лет. Пылевой диск более протяжён и приблизительно вдвое тоньше, чем звёздный диск. Излучение пыли в галактике хорошо согласуется с теоретически моделируемым, в то время как в спиральных галактиках поток часто недооценивается моделями. Балдж имеет выраженную X-образную форму.
Этот объект занесён в новый общий каталог несколько раз, с обозначениями NGC 5166, NGC 5166A.
Этот объект входит в число перечисленных в оригинальной редакции «Нового общего каталога».